# Jouhet
Jouhet és un municipi francès situat al departament de la Viena i a la regió de la Nova Aquitània, regat pel Gartempa, un afluent del Cruesa. L'any 2017 tenia 527 habitants.

## Demografia
El 2007 la població de fet de Jouhet era de 508 persones. Hi havia 204 famílies, i 258 habitatges (215 habitatges principals, 22 segones residències i 21 desocupats.

## Economia
El 2007 la població en edat de treballar era de 308 persones, 240 eren actives i 68 eren inactives. Hi havia cinc empreses de construcció, quatre de comerç i reparació d'automòbils, una d'hostatgeria i restauració, 5 d'empreses de serveis (paleta, lampisteria, electricista, perruqueria, carnisseria i restaurant).
L'any 2000 hi havia 25 explotacions agrícoles que conreaven un total de 2.420 hectàrees.
Té una escola elemental.